# Hatra
Koordinaten: 35° 34′ 33″ N, 42° 43′ 42″ O
Hatra (arabisch الحضر al-Ḥaḍr; aramäisch ḥṭrʾ) war in der Antike die Hauptstadt eines mesopotamischen Kleinfürstentums im Machtbereich des Partherreichs. Aufgrund seiner Denkmälerfülle war Hatra einer der aussagekräftigsten Fundorte der Partherzeit. Es gehört zum Weltkulturerbe der UNESCO. Die Ruinen der Stadt liegen im heutigen Irak. 2015 wurde Hatra ebenso wie Palmyra von Islamisten zu erheblichen Teilen zerstört.

## Geschichte

### Hatrene
Hatra liegt etwa 110 Kilometer südwestlich von Mosul und 4 Kilometer westlich des Wadi al-Tharthar, einem im Dschabal Sindschar entspringenden, nur zeitweilig Wasser führenden Fluss (Wadi). Damals wurde das Gebiet um die Stadt Hatrene genannt. Es stellte zu parthischer Zeit (bis 224 n. Chr.) ein Klientelkönigreich der Parther dar, das zum Machtbereich der Parther gehörte, jedoch von einem eigenen König regiert wurde. Auf diese Weise konnten die Arsakiden, die in Parthien herrschten, einen erheblichen Teil der Araberstämme der Region kontrollieren.

### Herausbildung und Geschichte der Stadt

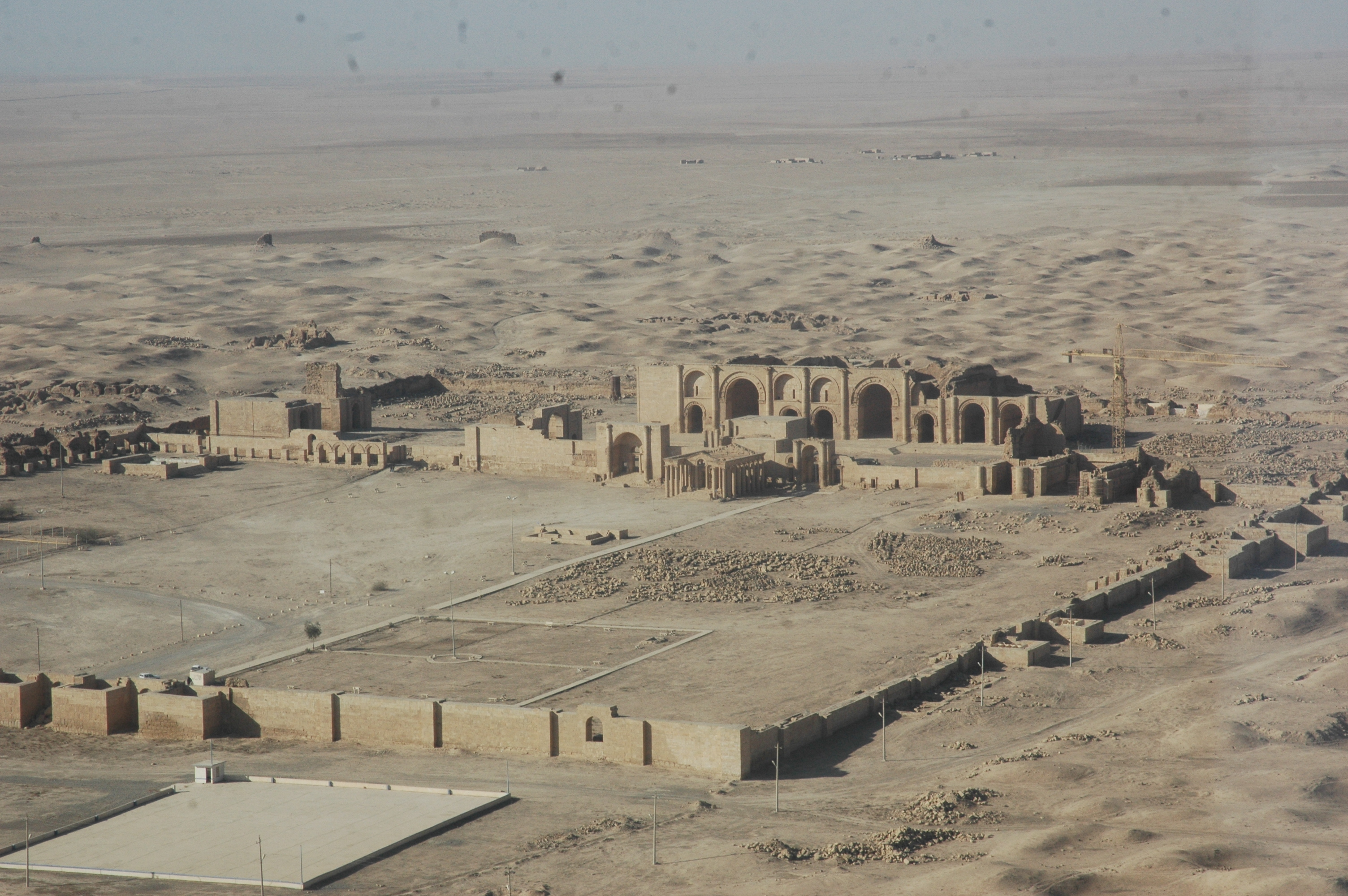
Die Innenstadt

Am Rande der Steppe im weiteren Grenzbereich zwischen den Großmächten der damaligen Zeit, dem Partherreich der Arsakiden und dem Römischen Reich, bildete sich im 1. Jahrhundert nach Christus ein von nomadischen Stämmen getragenes städtisches Zentrum heraus. Der Name Hatra (aramäisch 𐣧𐣨𐣣𐣠 ḥṭrʾ) bedeutet in etwa „Umwallung“ oder „Niederlassung“. Die Stadt war eng mit dem Arsakidenreich verbunden. Im Verlauf des 2. Jahrhunderts wurde sie zu einer umwallten, über 300 Hektar umfassenden, in der Grundform einem Kreis angenäherten Anlage mit zentralem Temenosbereich (Tempelbezirk mit einem großen, dem Sonnengott Maran geweihten Heiligtum) ausgebaut. Bedeutung und Stärke Hatras werden u. a. deutlich in den mehrfachen, vergeblichen Versuchen römischer Kaiser (u. a. Trajan 117 und Septimius Severus 197 und 199), die Stadt zu erobern. In den sechziger Jahren des 2. Jahrhunderts nahm der Herrscher Hatras den Titel König der Araber an. Dessen Bedeutung ist in der Forschung umstritten. Höchstwahrscheinlich wurde der Titel vom arsakidischen Partherkönig verliehen, zu dessen Reich Hatra gehörte.
Im Jahr 224 stürzten die Sassaniden in Iran die Arsakidendynastie. Hatra blieb jedoch wie Armenien der alten Dynastie treu und suchte nun offenbar die Unterstützung des Imperium Romanum: Drei Inschriften römischer Soldaten aus den Jahren 235 und 238 belegen die zumindest zeitweilige Präsenz kaiserlicher Truppen in der Stadt. Doch letztlich konnten die Römer, deren Reich seit 235 zunehmend durch andere Probleme gebunden war (siehe auch Reichskrise des 3. Jahrhunderts), den Fall Hatras nicht verhindern. Nach einer mindestens zweijährigen, enorm aufwändigen Belagerung nahm entweder der Sassanidenkönig Ardaschir I. oder sein Sohn Schapur I. die Stadt 240 oder 241 ein. Einer späteren Legende nach verdankten die Sassaniden ihren Sieg dem Verrat der Tochter des Königs von Hatra, die sich in Schapur I. verliebt haben soll und ihm einen Weg in die Stadt eröffnete. Wie neueste Untersuchungen zu den umfangreichen Belagerungsanlagen zeigen, zu denen auch die zweite Rundmauer um Hatra gehört haben dürfte, war der Fall Hatras aber wohl schlicht das Ergebnis der sehr systematischen Belagerung durch die Sassaniden, gepaart mit der Unfähigkeit der Römer und der nomadischen Verbündeten der Stadt, sie erfolgreich zu entsetzen. Die Eroberung Hatras war für die Sassaniden wichtig, um das reiche Mesopotamien fest unter ihre Kontrolle zu bringen; zugleich bildete sie eine strategische Voraussetzung für die folgenden Attacken auf römisches Gebiet, die das Imperium Romanum in den Jahren bis 260 schwer in Mitleidenschaft ziehen sollten. Hatra selbst scheint nach der Eroberung durch die Sassaniden aufgegeben worden zu sein.

### Die Herrscher von Hatra
| mrj´ (Marja, „Herr“) - Worōd, etwa 110, - Ma’nu, ca. 115–116/117, - Elkūd, ca. 116/117–120, - Našrihab, ca. 120–125, - Naṣrū, 128/29–137/138, - Wolgaš I., ca. 140–ca. 170, - Sanaṭrūq I., ca. 140–176/177, | mlk´ (König) - Wolgaš I., ca. 140–ca. 170, - Sanaṭrūq I., ca. 140–176/177, - Abdsamiya, ca. 180–197/199, - Sanaṭrūq II., ca. 200–ca. 240. |

## Forschung
Der erste Forscher der Neuzeit, der das Gebiet der Stadt 1836 und 1837 untersuchte, war der britische Arzt, damals am britischen Generalkonsulat in Bagdad, John Ross. Zum ersten Mal systematisch erforscht wurde Hatra von den Archäologen der Deutschen Orient-Gesellschaft, die unter Leitung von Walter Andrae im 50 km entfernten Assur arbeiteten. Zwischen 1906 und 1911 fertigten sie auf ihren Tagesausflügen einen Gesamtplan der Stadt und ihres Erhaltungszustandes an. In den 1930er Jahren wurden Luftbilder von der Stätte gemacht. 1951 begann die irakische Altertumsverwaltung mit erneuten Ausgrabungen. Seither wurden große Teile der Stadt freigelegt, darunter auch kleinere Heiligtümer, wie der Tempel XIV. Die Ausgrabungsteams hatten dabei das Glück, dass nach der Zerstörung 240/41 niemals größere Menschenmengen in der Nähe gelebt haben, die, wie es bei anderen Ruinenstätten oft geschehen ist, die Überreste der Stadt als Quelle für Baumaterial genutzt haben. 1985 wurde Hatra von der UNESCO zum Welterbe erklärt.
In einem Teilprojekt des Sonderforschungsbereichs „Differenz und Integration“ werden die Gründe für die Herausbildung der Stadt vor dem Hintergrund der ökonomischen und politischen Interaktion von Nomaden, Sesshaften und Staat diskutiert. Anschließend steht die Frage der Beziehungen zwischen der Stadt, dem König der Araber und den Großmächten, insbesondere dem Arsakidenreich, im Mittelpunkt. Die Funktion Hatras wird dabei als „dimorph“, als Bindeglied zwischen Nomaden und Staat, beschrieben. Erst 2006 wurden mit Hilfe der Luftbildarchäologie gewaltige Wehranlagen östlich der Stadt entdeckt, die als das befestigte Lager der Sassaniden während der Belagerung Hatras um 239/40 identifiziert werden konnten.

## Zerstörung durch den „Islamischen Staat“
Als Islamisten im Februar 2015 im Museum von Mossul zahlreiche Kunstgegenstände zerstörten, fielen diesem Bildersturm viele einzigartige Objekte aus Hatra zum Opfer.
Auch die archäologische Stätte selbst befand sich seit dem Sommer 2014 unter der Kontrolle des sogenannten Islamischen Staates (IS). Anfang März 2015 meldete das irakische Kulturministerium, dass Aktivisten und Kämpfer des IS begannen, nach Nimrud auch Hatra mit Bulldozern und Sprengstoff systematisch zu zerstören. Zuvor sollen die Ruinen geplündert worden sein. In der Ideologie des IS gelten die Tempel, Statuen und Abbildungen als Abgötterei, die ihrer Auffassung nach nicht mit dem Islam vereinbar sei.
Hatra wurde daraufhin von der UNESCO in die Liste des gefährdeten Welterbes aufgenommen. Im Frühjahr 2017 zogen sich die Islamisten nach heftigen Kämpfen aus der Stadt zurück.

## Filmkulisse
Die Tempelruinen von Hatra dienten dem 1973 gedrehten Horrorfilm Der Exorzist als Filmkulisse. In der Anfangssequenz ist dort der Schauspieler Max von Sydow zu sehen.